# 哥利·史提夫
哥利·史提夫（Colly Barnes Ezeh，1979年12月10日—），生於尼日利亞，尼日利亞裔香港足球運動員，原為尼日利亞公民，居港滿7年後已擁有香港特別行政區護照，成為香港永久性居民。曾代表香港出賽亞洲盃賽事，現時效力於香港丁組足球聯賽球會光華。

## 球員生涯
史提夫生於尼日利亞，首先效力西貢朋友和流浪，之後轉戰印度加盟莫亨巴根球會。2001年，重返香港效力花花及愉園。2002年，史提夫前往孟加拉加盟阿巴罕尼，翌年再次回歸香港，先後效力過愉園、香雪晨曦、沙田、淦源等多支球隊。2009年夏天，史堤夫轉投香港乙組足球聯賽球隊福建。

## 國際賽生涯
2006年，史堤夫代表香港出賽2007年亞洲盃。2006年11月15日，史堤夫在2007年亞洲盃外圍賽對的賽事末段後備入替，香港隊以2–0擊敗孟加拉，在亞洲盃外圍賽F組賽事6戰得8分，以第3名完成小組所有賽事。

## 外部連結
- 香港足總網頁球員註冊資料（页面存档备份，存于）